# Iglesia evangélica española de Ibahernando
La Iglesia evangélica española de Ibahernando, denominada oficialmente Iglesia de Jesús, fue una comunidad cristiana protestante que se constituyó en esta localidad extremeña a principios del siglo XX, si bien su origen se remonta a mediados de los años 80 del XIX.

## Datos históricos

### El detonante (hacia 1885-1908)
La historia es breve y sencilla. Hace unos 25 o 26 años, un honrado matrimonio sin posición, sin nombre apenas, hubo de emprender un viaje a Madrid de limosna en busca de la salud quebrantada del esposo. Su permanencia en la corte durante un mes les ofreció la oportunidad de conocer a alguien que era evangélico y que los llevó alguna que otra vez a los cultos de la calle de Calatrava y los interesó en la lectura de la Biblia. A su vuelta al pueblo contaron a unos y otros lo que habían visto y oído, y esta fue la primera noticia que se tuvo en Ibahernando del Evangelio de Cristo.

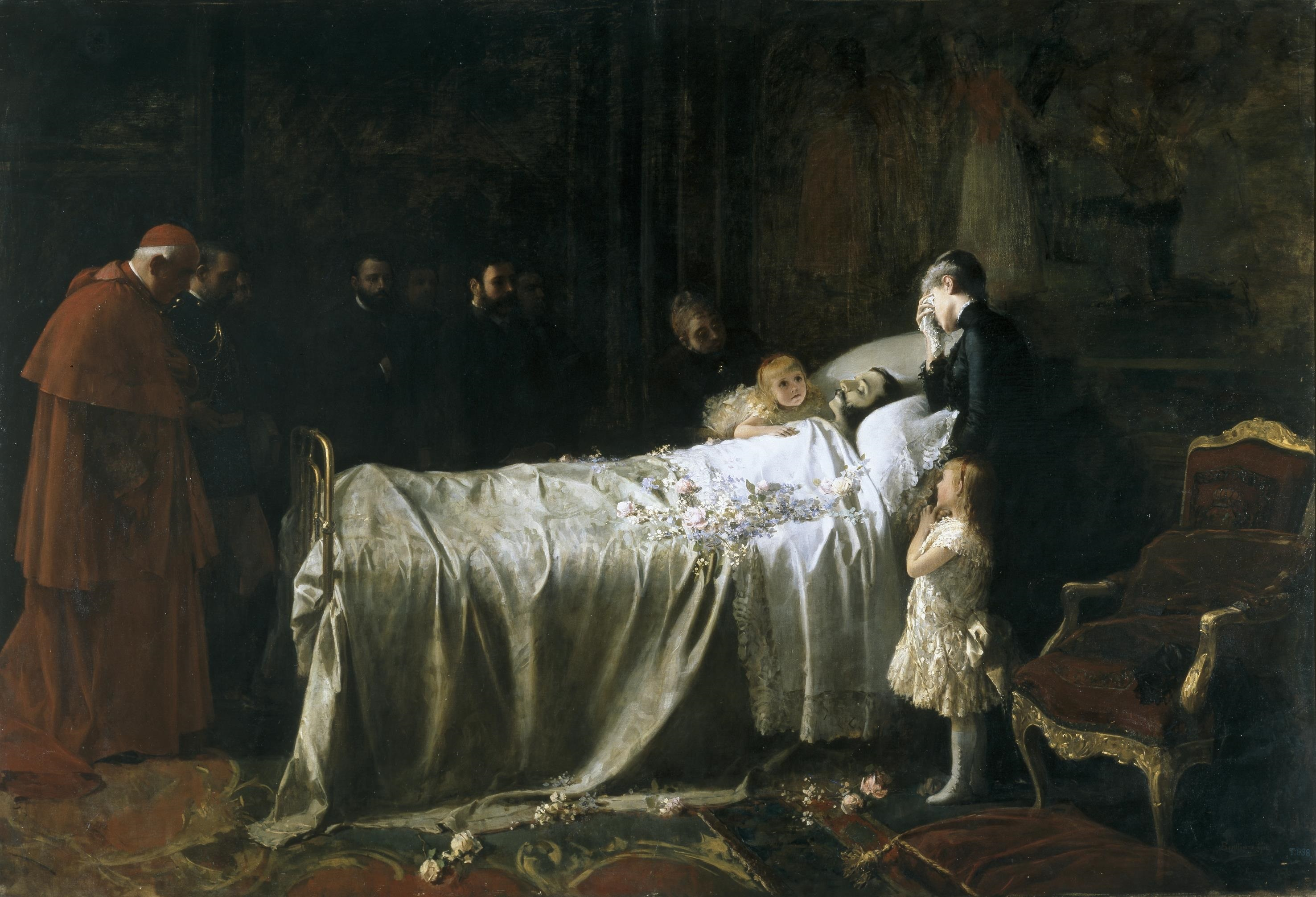
Juan Antonio Benlliure. Muerte de Alfonso XII o El último beso. 1887. Palacio Real de Pedralbes, Barcelona.

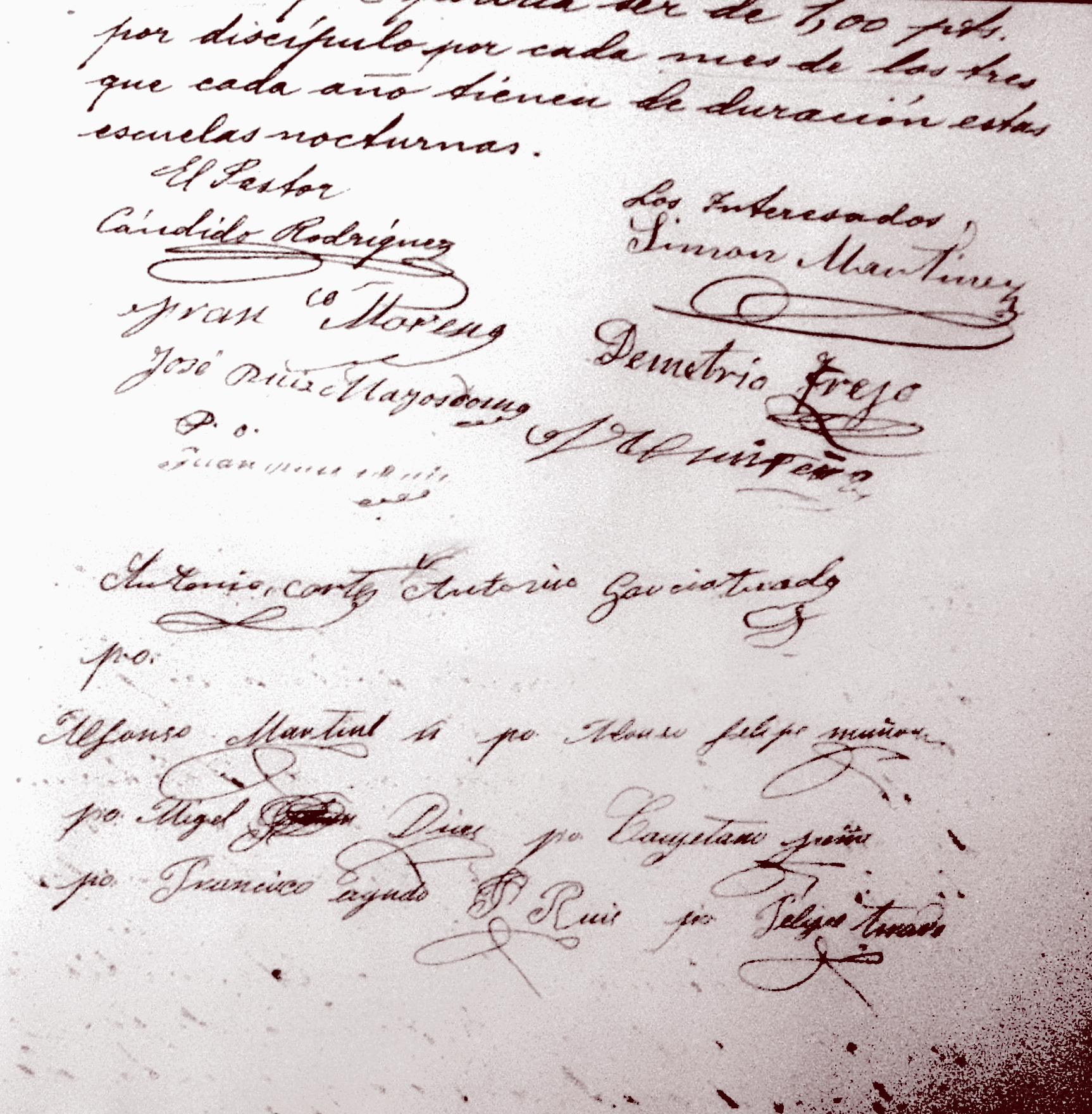
Firmas de los asistentes a la reunión del 30 de diciembre de 1907. De izquierda a derecha y de arriba abajo, el pastor Cándido Rodríguez Gil, Simón Martínez Pérez, Francisco Moreno Bravo, Demetrio Frejo Naharro, José Ruiz Mayordomo, Joaquín Peña Ruiz, Juan Ruiz Ruiz, Antonio Cortés Bermejo, Antonio García Tirado, Alfonso Martín Martínez, Alonso Felipe Muñoz, Miguel Díaz Galán, Cayetano Peña Cabrera, Francisco Agudo Gómez, Pedro Ruiz García y Saturnino Felipe Tirado.

Agustín Arenales. La Misión Evangélica de Ibahernando (Cáceres). Revista Cristiana: Periódico Científico-Religioso. Año XXXII. N.º 750. 31 de marzo de 1911. Págs. 91-96.

Una historia con nombres y apellidos, no exenta de matices sobrenaturales:

El día 24 del pasado mes de octubre durmió en el Señor nuestro querido hermano Demetrio Frejo Naharro, de la congregación evangélica de Ibahernando (Cáceres). Fue el primero que, en unión de su buena compañera, Antonia Anes Domínguez, hoy su afligida viuda, abrazó el Evangelio y confesó a Cristo públicamente en esa localidad, cuando allí nadie había oído hablar de protestantes si no era para odiarlos sin conocerlos. Una enfermedad gravísima, que lo obligó a ir a Madrid en busca de alivio y de la cual, según siempre decía, lo sanó maravillosamente el Señor, fue el medio del que Dios se valió para conducirlo al bendito Salvador […]

A. Arenales. In memoriam. El Cristiano. Año XVI. N.º 2070. 7 de noviembre de 1910. Pág. 368.

Sea como fuese, parece que no pocas de las insatisfacciones que se habían ido depositando durante siglos sobre las capas más necesitadas del pueblo, comenzaban —inopinadamente— a dar sus primeros frutos.
Además, cuando Pedro Casas y Souto toma posesión como nuevo obispo de Plasencia en febrero de 1876, se encuentra con un importante vacío religioso, ya que la sede se halla vacante desde que su antecesor, Gregorio María López Zaragoza, falleciera siete años antes, en mayo de 1869. De hecho, le toca sufrir las consecuencias que la Revolución de 1868 ha sembrado en el ambiente social placentino. Como resultado de esa dinámica se extiende un ambiente negativo fomentado por la gran cantidad de matrimonios civiles celebrados durante esos años, la existencia de numerosos pueblos sin párroco por falta de presupuesto y la acusada ignorancia e indiferencia religiosa, producto todo ello de la ruptura de las relaciones entre la Iglesia y el Estado durante el llamado Sexenio Revolucionario. No es de extrañar que en esta situación se desarrollen en la zona brotes protestantes, agnósticos, ateos y anticlericales; e incluso un efímero intento cismático en la figura del polémico Cura Mora y su Iglesia Cristiano-Liberal de Villanueva de la Vera.
A nivel local, varios diarios nacionales destacan la generosa iniciativa del cura párroco de Ibahernando para ayudar a los damnificados del terremoto de Andalucía de 1884.
Desde agosto de 1906, el líder de la incipiente comunidad viveña, Antonio García Tirado, se viene ocupando de dos viudos que desean contraer matrimonio civil; «así es que les ruego que si vienen ustedes pronto traigan arreglados todos los documentos para poder explicar públicamente nuestras doctrinas». Al mes siguiente, le pregunta a Alejandro González «si tendré que alquilar un edificio destinado únicamente a capilla o si puedo seguir predicando el Evangelio en mi casa sin que las autoridades puedan impedirlo». El 30 de junio de 1907, le vuelve a hacer saber a Teodoro, hijo mayor de Federico Fliedner, «que tenemos comprado un terreno para nuestra congregación».
En el Acta tomada en la reunión de los evangélicos de Ibahernando celebrada el día 30 de diciembre de 1907, los interesados «declaran en nombre de sus hermanos en Cristo estar constituidos en congregación autorizada gubernamentalmente para celebrar reuniones públicas dedicadas al culto divino», siendo «su anhelo vivo y constante poseer un pastor que vele por los intereses religiosos y educativos de un número bastante considerable de vecinos que, públicamente, se han afiliado a la Religión Evangélica».

### Primera etapa (1908-1918)

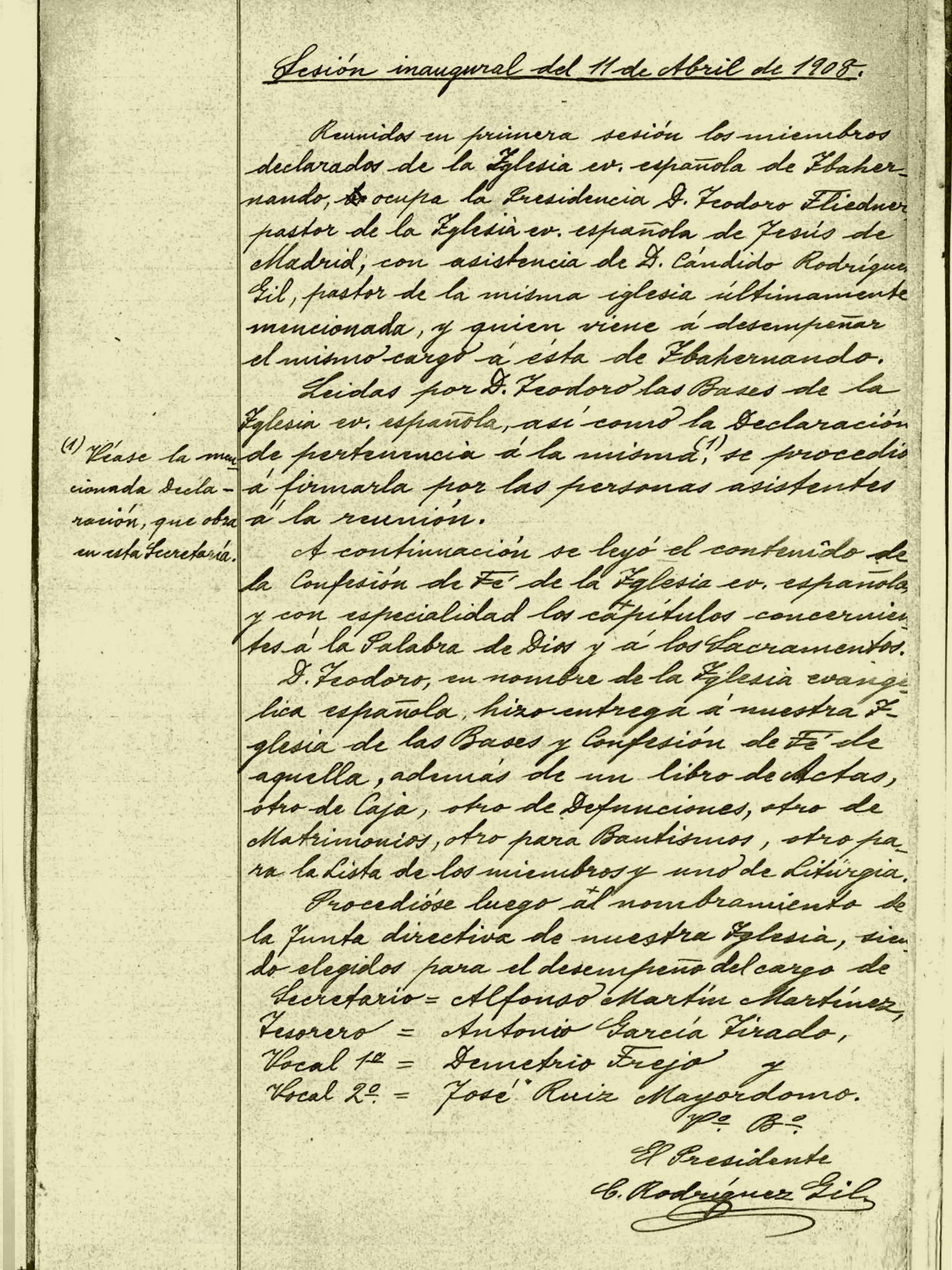
Acta de la sesión inaugural del 11 de abril de 1908.

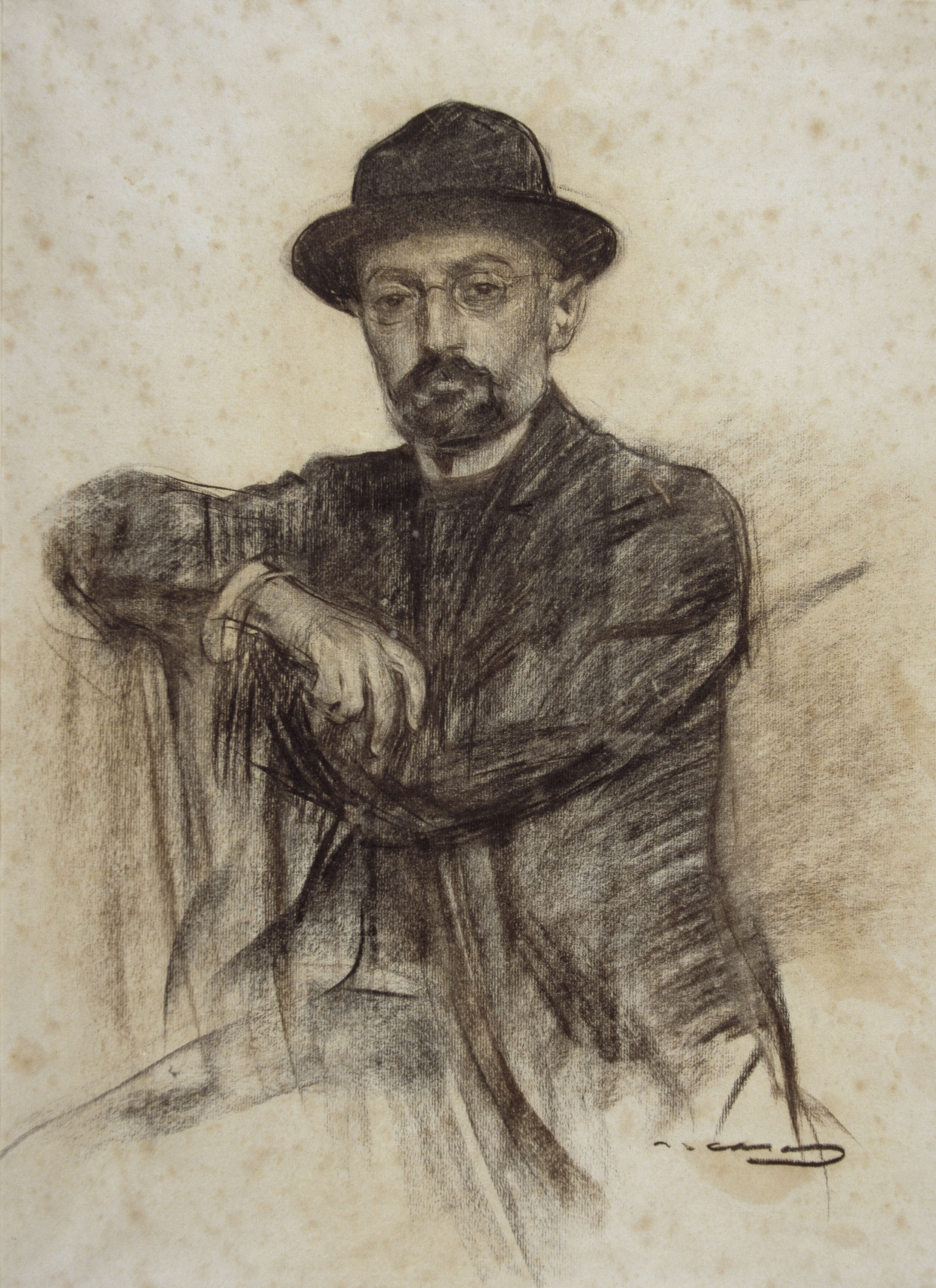
Ramón Casas. Miguel de Unamuno. 1912. Museo Nacional de Arte de Cataluña, Barcelona.

Para la construcción de la Iglesia de Jesús, los 25 adultos con los que el 11 de abril de 1908 comienza la congregación, fijan una cierta cuota según sus posibilidades, «de modo que cada semana reunimos diez pesetas».
En la asamblea del 15 de agosto, se acuerda «dirigir un voto de gracias a la Iglesia Evangélica Española por el auxilio prestado para la edificación del nuevo local, al cual contribuyó con dos mil pesetas. Asimismo, se acuerda otro para el Comité Central de Alemania para la Evangelización de España, que ha tenido el desinterés de adelantarnos gran parte del coste del local, por valor de nueve mil pesetas».
A mediados de febrero de 1909, tiene lugar en la plaza el accidentado debate entre el secretario del obispo José Polo Benito y Cándido Rodríguez Gil. Según los protestantes, «los enviados del obispo, chillando y pretextando que no se les contestaba con razones, se levantaron y se fueron». Para los católicos, fue el pastor quien «acabó por declararse en fuga, saliendo á escape de Ibahernando, sin terminar la discusión entablada».
También en 1909, se constituye la Sociedad Benéfica de Crédito y Ahorro Fuente del Amparo, «una sociedad económica y cooperativa entre los hermanos, felicísima idea que, al tiempo que tendía a estrechar los lazos de la unión cristiana, servía para ir emancipando poco a poco a los esclavos de la usura y el caciquismo».
Albergan la sociedad dos casas enfrentadas de la calle Plaza Vieja, comunicadas por Rodríguez Gil a principios de 1914, lo que dará lugar al conocido Arco de Tía Juliana o del Amparo.
Ya en julio de 1911, Cándido Rodríguez solicita el «alta de una casa construida en la calle de la Estrella de esta localidad, hoy señalada con el número 25 de dicha calle». Alberga «templo sencillo pero hermoso y muy discretamente ubicado, buenas viviendas para pastor y maestro, un aula magnífica para las clases del colegio, corral para el recreo y expansión de los niños, pozo para agua de gastar, cuadra, gallinero y bodega para la conservación de la chacina de la matanza».
Del Colegio de Primera Enseñanza el Porvenir, cabe reseñar que, según el propio Cándido Rodríguez, en abril de 1910, hay matriculados en él unos veinte niños, los mismos que asisten a la escuela dominical. En marzo de 1911, son ya 41 niños y 18 niñas de las 29 familias inscritas en ese momento en la congregación.
Están entonces al corriente de sus vicisitudes personalidades como el Conde de Romanones, Pablo Iglesias:

¿Por qué se ha cerrado el colegio evangélico o protestante de Ibahernando (Cáceres)? Pues sencillamente porque pesa más en el Gobierno la influencia de la gente beata que las manifestaciones realizadas por la parte más sana del país […]

P. Iglesias. Vida política. Vida socialista (Madrid). Año I. N.º 9. 27 de febrero de 1910. Pág. 18. El Progreso: Diario Republicano Autonomista (Santa Cruz de Tenerife). Año V. N.º 1356. 14 de marzo de 1910. Pág. 1.

O Miguel de Unamuno:

De las cosas de la escuela protestante de Ibahernando, podría yo con autoridad para ello decir bastante y, entre otras cosas, que siendo el Sr. Rodríguez San Pedro ministro de Instrucción Pública y yo rector de la Universidad de Salamanca, no pudo el obispo de Plasencia impedir que fuese autorizada su apertura y que se abriese en España.

Miguel de Unamuno. A la Revista Cristiana. España (Madrid). Año I. N.º 27. 29 de julio de 1915. Pág. 2.

«Una floreciente congregación y una escuela que ejercen su influencia sobre los pueblos circunvecinos».
También por poco tiempo, volverá a clausurarse a comienzos de 1924.

### Segunda etapa (1918-1936)

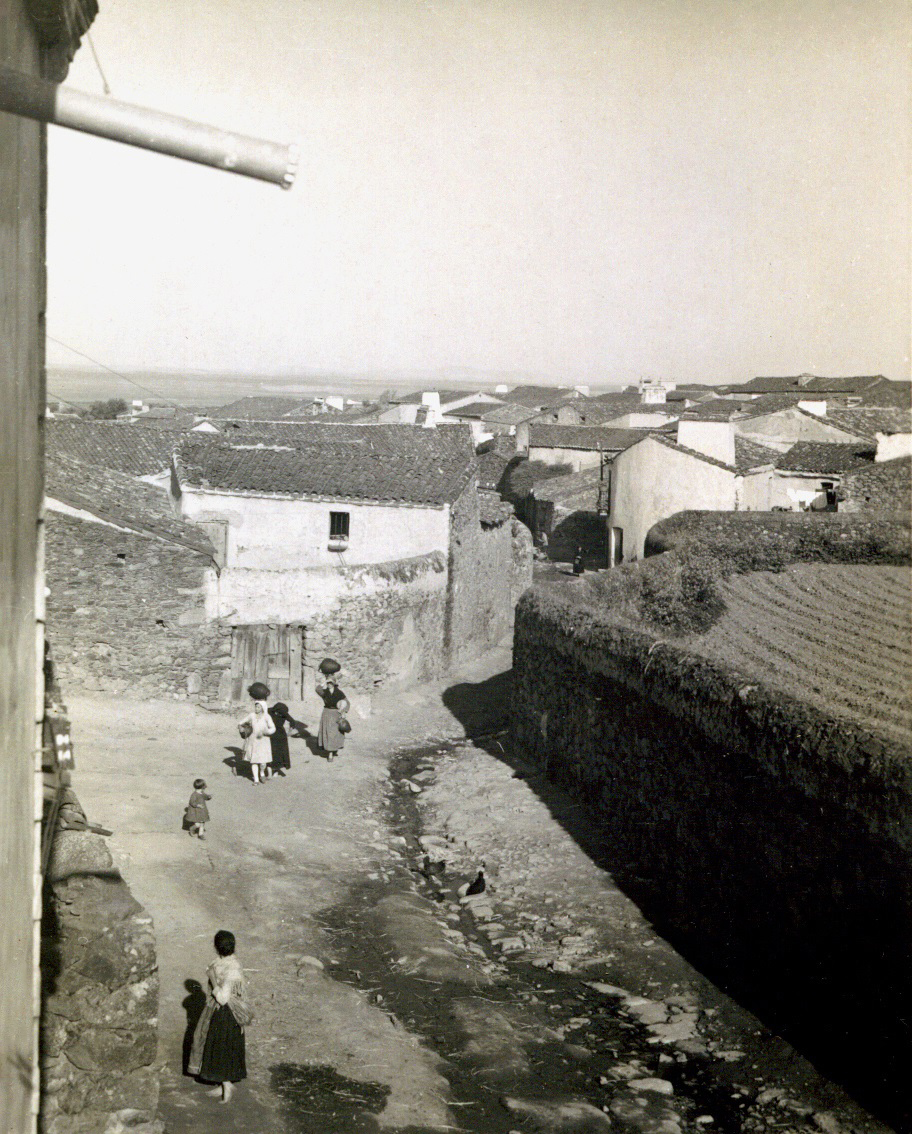
Vista parcial de Ibahernando desde la iglesia evangélica (fotografía de 1932).

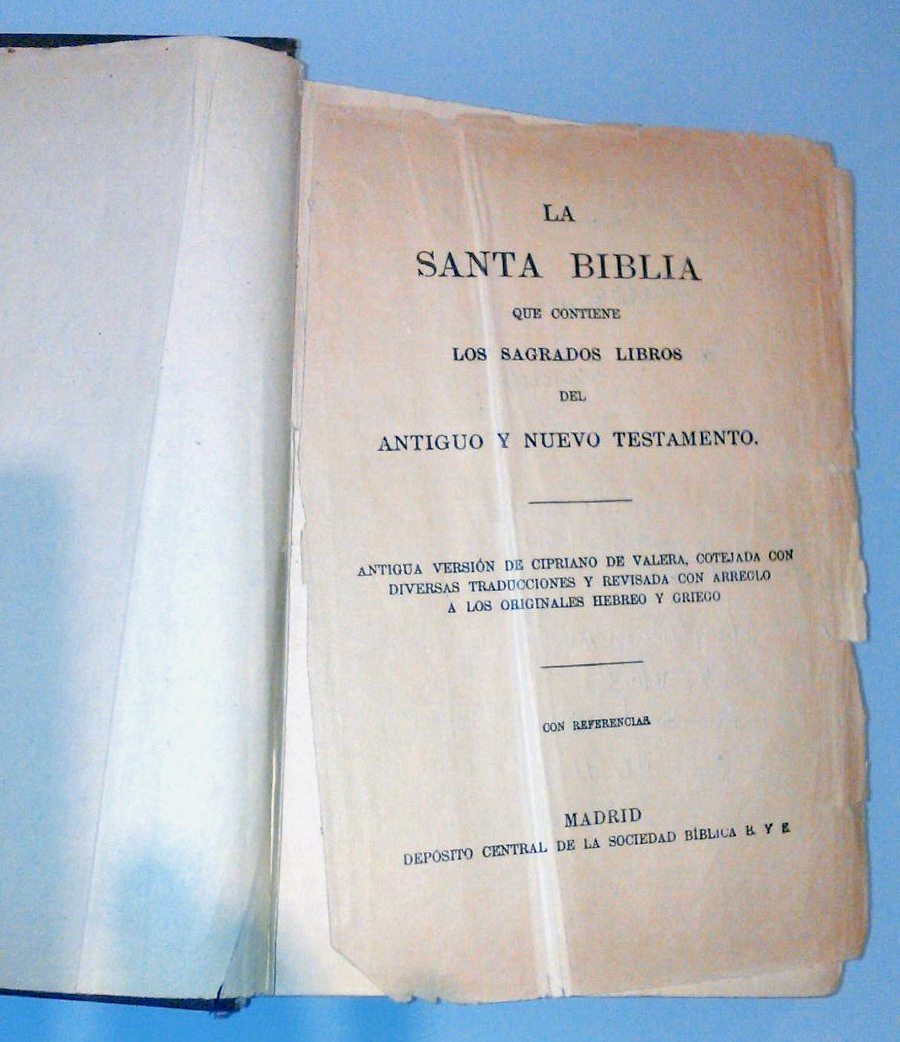
Biblia de Sara García (fotografía de 2016).

Pero las consecuencias de la victoria aliada de 1918 comienzan a notarse —muy negativamente— en el funcionamiento de las comunidades evangélicas españolas auspiciadas por la influyente familia Fliedner.
Así, a finales de 1922, Isaac Vega le escribe a Jorge:

Lamento tener que manifestarte que es materialmente imposible continuar por el camino que hemos emprendido. De seguir así, creeré que lo que se desea es mi ruina material y moral. El traslado de Catalino me obliga a hacerme cargo de la escuela y, en segundo lugar, a cerrar el comercio. Es, pues, menester solucionar esto, sea como sea, pero pronto. Yo ya no puedo resistir más. ¿Crees tú que está bien que tenga que vivir engañando al público?

Carta de Isaac Vega Naón a Jorge Fliedner Brown. 27 de noviembre de 1922. AULA ETNOGRÁFICA del CRA Los ALIJARES. Santa Ana (Cáceres).

Pero hay más. El 16 de noviembre de 1924, tienen lugar en la parroquia las fiestas organizadas con motivo de la conversión al catolicismo del otrora primer pastor y verdadero artífice de la comunidad protestante local, Cándido Rodríguez Gil. En la misma ceremonia, contrae nuevo matrimonio, esta vez con la viveña Teodora González Agudo, y son bautizados sus hijos Emilia R. Killius (1905), Isabel R. Killius (1906), Cándido R. del Barrio (1913), Pedro R. González (1920) y Margarita R. González (1922).
El 1 de marzo de 1930, el nuncio apostólico en Madrid Federico Tedeschini pide a los obispos españoles datos exactos y detallados sobre el estado del protestantismo en sus diócesis, así como si estiman necesario tomar medidas y —en ese caso— cuáles; a lo que el de Plasencia responde que en Ibahernando quedan de quince a treinta protestantes, todos españoles; un pastor luterano que fue condenado a la cárcel por el Tribunal de Cáceres tras denuncia del párroco por vilipendio del culto católico, una capilla nominal —porque no se celebran cultos— y una escuela que cesó por falta de alumnos. El obispo considera que no es necesario tomar medidas porque se nota que van en disminución.
Los días 13 y 14 de abril de 1932, se celebra en Ibahernando el primer aniversario de la proclamación de la Segunda República Española. «Después de cantarse algunos otros himnos, pronunció un elocuente discurso el señor don Carlos Liñán».
Tras producirse el golpe de Estado de julio de 1936, Miajadas queda en manos de la Guardia Civil y elementos de la Falange local. La iglesia evangélica se cierra al culto, sufriendo diversos daños. Liñán decide trasladarse a Badajoz junto a su esposa, donde son acogidos por miembros de la comunidad pacense.
El 25 de noviembre, es asesinada en la Finca la Pizarra (a unos seis kilómetros al norte del casco urbano) Sara García García, bautizada según el rito evangélico el 29 de agosto de 1913. No así Francisco Tirado (m. Ibahernando, 1960), y eso que hasta alguna revista francesa de la época llegó a publicar la falsa noticia de su fusilamiento:

A Ibahernando, dans la province de Cacérès, plusieurs protestants ont été fusillés, parmi eux un notable de la ville, Francisco Tirado.

«Le protestantisme dans la tragédie espagnole». Le Christianisme Social: Revue Mensuelle (Ρaris) (6): 229. Octοbre 1936.

### Tercera etapa (1945-1969)

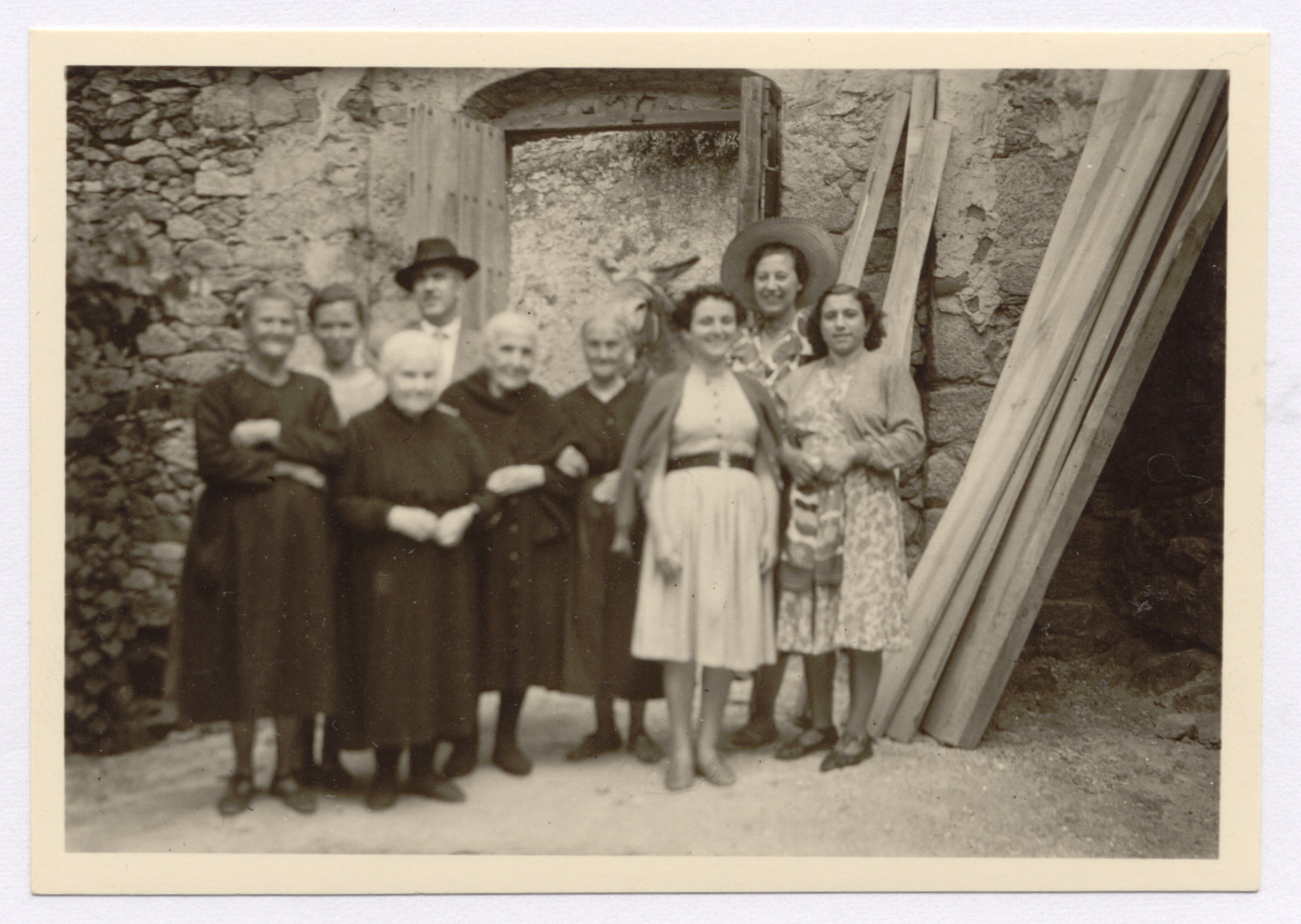
El pastor Emilio de la Vega con un grupo de hermanas (fotografía tomada en el patio de la iglesia a mediados de los años 50).

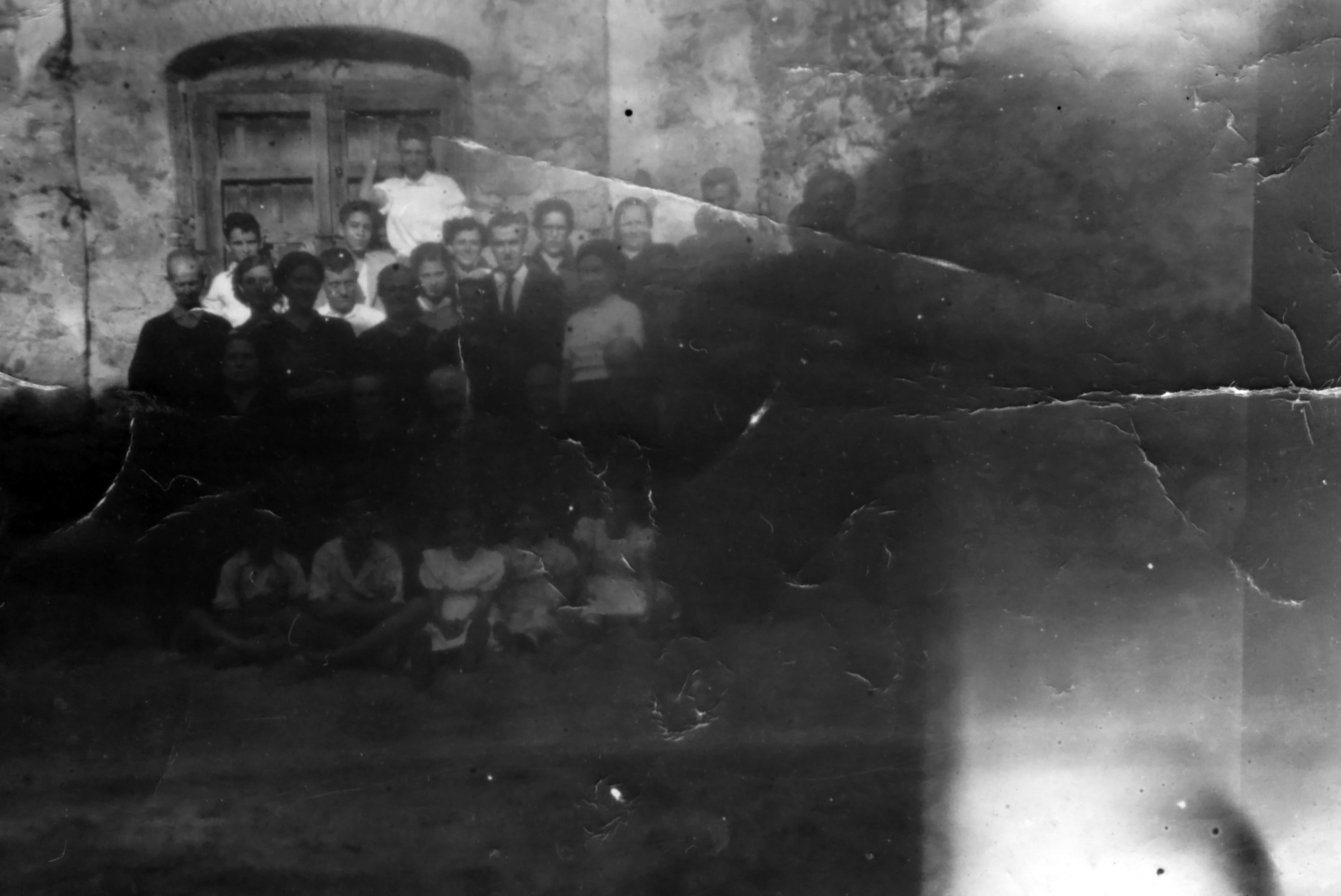
La congregación a mediados de los años 60.

Ya en el otoño de 1945, Carlos Liñán se establece de nuevo en Ibahernando, consiguiendo cierta licencia para que puedan quitarse los precintos de la iglesia y así empezar a funcionar de nuevo, aunque con limitaciones. Pero el alcalde exige la autorización escrita del Gobierno Civil, documento que el pastor obtiene en pocos días. Con este, se reabrirá la capilla, respetando las nuevas condiciones, sin manifestación alguna de carácter externo. Finalmente, el domingo 16 de diciembre —tras más de nueve años cerrada—, se celebra en ella el primer culto de posguerra. Según el propio Liñán, asistieron al acto 47 personas. Familias enteras habían abjurado.
El siguiente informe fue distribuido entre periodistas y diplomáticos de España, resto de Europa y América, procurando salir al paso de cuantas voces venían advirtiendo sobre la represión religiosa en el país con la llegada de la Dictadura franquista:

En Ibahernando, existe una capilla evangélica perteneciente a la Sociedad Alemana de Evangelización Española, cuya sede social radica en Madrid, calle Bravo Murillo, n.º 83, y con domicilio en dicho pueblo en la calle de la Estrella, n.º 30. Pastor: Carlos Liñán Andueza. Tiene escuela aneja.

La situación del protestantismo en España. Seis estudios sobre una campaña de difamación contra España. Oficina de Información Diplomática. Madrid. 1950.

A principios de 1952, la Comisaría General de Política Social, por orden de la Dirección General de Seguridad (DGS), elabora esta nueva ficha:

CAPILLA EVANGÉLICA: Calle de la Estrella n.º 12. Autorizada por el Gobierno Civil de la provincia el 19 de noviembre de 1945.

PASTOR: DON CARLOS LIÑÁN ANDUEZA, de 54 años, natural de Fitero (Navarra) y con domicilio en este pueblo.

En la reunión del 14 de noviembre de 1954, se procede a la ordenación del pastor «D. Emilio de la Vega. A continuación, se pasó a la cuestión económica y todos vimos la necesidad de incrementar los fondos. Dichas cuentas fueron aprobadas. Ahora bien, con un déficit de más de 90 ptas. que el pastor había adelantado».
El 26 de octubre de 1961, tiene lugar la boda de Cayetano Peña Orellana y Maruja Martínez Tena. El obispo de Plasencia envía al párroco de Ibahernando una carta al objeto de advertir a los católicos viveños de que no deben asistir a la misma, aunque hayan sido invitados.
Entre mayo de 1962 y enero de 1968, nacen sus hijos Francisco, Pablo, Esther y Matilde; siendo bautizados por el rito evangélico.
«Cuando Joaquín Peña se trasladó a vivir a Madrid hace diez años, se cerró definitivamente el templo».

### Final (1969-1999)
Desde ese momento, solo quedan en el pueblo Inés Cortés Anes y Valentín Salor Martínez (m. 22 de octubre de 1973). 
Así, cuando la periodista Carmen Díez Lobato habla con ella a principios de 1979, Inés se ha convertido ya en el «último testimonio vivo de la comunidad evangélica de Ibahernando»:

La comunidad de cristianos evangélicos que nace en Ibahernando a finales del siglo pasado es hoy solo un recuerdo para sus habitantes.

La emigración y el paso del tiempo han reducido el número de fieles a uno: Inés Cortés Anes. Tiene setenta y cinco años y vive sola.

El pastor Samuel Arnoso Rivas suele visitarla de octubre de 1976 a abril de 1987.
La antigua iglesia, por su parte, «acaba de ser vendida a Vidal Ruiz, quien piensa derribarla para construir un nuevo edificio. El cartel de venta continúa colgado de su balcón principal».
Inés Fausta Cortés y Anes fallece en Cáceres el 3 de diciembre de 1999, a los 95 años de edad, siendo sepultada junto a su marido en el Cementerio municipal de Ibahernando.

## Libros y otros documentos
D. Teodoro, en nombre de la Iglesia evangélica española, hizo entrega a nuestra Iglesia de las Bases y Confesión de Fe de aquella, además de un libro de Actas, otro de Caja, otro de Defunciones, otro de Matrimonios, otro para Bautismos, otro para la Lista de los miembros y uno de Liturgia.

Acta de la sesión inaugural del 11 de abril de 1908.

Libro de actas
Se conocen solo las siguientes:
| Fecha                   | Pastor                      | Acuerdo |
| ----------------------- | --------------------------- | --- |
| 11 de abril de 1908     | Cándido Rodríguez Gil       | «Procediose luego al nombramiento de la Junta directiva de nuestra Iglesia, siendo elegidos para el desempeñο del cargo de Secretario: Alfonso Martín Martínez, Tesorero: Antonio García Tirado, Vocal 1°: Demetrio Frejo y Vocal 2°: José Ruiz Mayordomo». |
| 12 de abril de 1908     | Cándido Rodríguez Gil       | «Se acuerda llevar a cabo la compra de un terreno para la construcción del local para iglesia, colegio y morada del Pastor». |
| 15 de agosto de 1908    | Cándido Rodríguez Gil       | «Acuérdase dirigir un voto de gracias a la "Iglesia ev. española" por el auxilio prestado para la edificación del nuevo local al cual contribuyó con 2.000 pts. Se acuerda así mismo otro voto de gracias al "Comité central de Alemania para la Evangelización de España", que ha tenido el desinterés de adelantarnos una gran parte del coste del local, por valor de 9.000 pts». |
| 28 de octubre de 1916   | Isaac Vega Naón             | «Habiéndose enterado esta congregación que los miembros Jacinto Fernández y Francisca Ruiz habían solicitado el empleo de guardas o hermitañοs [sic] de la Virgen de la Jara, por unanimidad fue acordado el darles de baja en la lista de la Iglesia de Jesús». |
| 18 de julio de 1954     | Emilio de la Vega Rodríguez | «El objeto principal de esta reunión fue para nombrar Junta Directiva de esta Iglesia, ya que no existía hacía muchos años». |
| 22 de julio de 1954     | Emilio de la Vega Rodríguez | «[…] tomamos el acuerdo de proceder a la formación de la Junta de esta Iglesia que, bajo la presidencia del Pastor de la misma, D. Emilio de la Vega, quedó constituida en la siguiente forma: Secretario: D. Joaquín Peña Fernández Tesorero: Francisco Tirado Redondo Vocal: Pedro Tirado Anes id.: Cayetano Peña Cabrera». |
| 26 de julio de 1954     | Emilio de la Vega Rodríguez | «[…] debido al delicado estado de salud del Pastor Liñán, que no puede desplazarse con la frecuencia por nosotros deseada. A tal efecto, vista la actitud, moralidad, celo y otras virtudes muy cristianas de nuestro Pastor, don Emilio de la Vega, esta Iglesia ha tomado por unanimidad la decisión de solicitar […] que, una vez realizados los trámites de rigor, pueda proceder a la ordenación de nuestro Pastor, necesidad urgente de esta Iglesia que, por algún tiempo, se ha visto privada de este privilegio». |
| 28 de julio de 1954     | Emilio de la Vega Rodríguez | «Se acordó continuar las obras de nuestra Capilla, como arreglo y pintura de puertas, reforma de bancos, etc.» |
| 14 de noviembre de 1954 | Emilio de la Vega Rodríguez | «El tesorero, D. Francisco Tirado, preguntó a D. Jorge sobre la solicitud de petición para la ordenación de D. Emilio de la Vega. D. Jorge, amablemente, dijo que en la Junta Regional celebrada en Madrid el día 27 de septiembre de 1954 se había estudiado detenidamente dicha solicitud […]» |
| 14 de noviembre de 1954 | Emilio de la Vega Rodríguez | «Seguidamente, se pasó a preguntar a D. Jorge sobre la ordenación del Pastor de la Iglesia. D. Jorge, amablemente, expresó los motivos de la no ordenación. Nos dijo también que su viaje era para ver el desarrollo de la Iglesia y, más tarde, proceder a la ordenación del Pastor D. Emilio de la Vega. A continuación, se pasó a la cuestión económica y todos vimos la necesidad de incrementar los fondos. […] dichas cuentas fueron aprobadas. Ahora bien, con un déficit de más de 90 ptas. […]»                   |

Libro de Defunciones
Libro de Matrimonios
| 1911                                                                                | 1912                                 | 1919                                       | 1929                                                                                  | 1933                                                                                        | 1961                                        |
| ----------------------------------------------------------------------------------- | ------------------------------------ | ------------------------------------------ | ------------------------------------------------------------------------------------- | ------------------------------------------------------------------------------------------- | ------------------------------------------- |
| Agustín García Alonso Francisca García Ruiz Catalino Díaz Gómez Irene Martínez Ruiz | José Martín Martínez Ana García Ruiz | Antonio Bermejo Villar Laura Cortés Ramiro | Valentín Salor Martínez Inés Cortés Anes Domingo Rodríguez Mayorga Carmen Cortés Anes | Joaquín Peña Fernández Matilde Orellana Fernández Federico Vega Killius Julia Díaz Martínez | Cayetano Peña Orellana Maruja Martínez Tena |

Libro de Bautismos
Lista de los miembros
Cédulas de última voluntad sobre enterramiento
El interesado, ante testigos, declaraba pertenecer a la Religión Cristiana Evangélica, por lo que, en consecuencia, deseaba que su cuerpo, «en vida y en muerte», se acomodase a las prácticas religiosas de la comunidad a que mi espíritu pertenece, así como que se respetara y cumpliera por sus «parientes, amigos y deudos» la citada resolución.

Y como puede suceder que, en los momentos de entregar mi alma al Señor, estén mis sentidos corporales faltos de relación y de reconocimiento, hago oportunamente esta solemne declaración ante testigos, para que así conste y así se proceda en su día, firmándola y rubricándola en la ciudad de […]

Se conocen en este sentido las de Antonia Anes Domínguez, Josefa Anes Domínguez, Matilde Fernández Ruiz, Demetrio Frejo Naharro, Antonia García Mena, José García Mena, Antonio García Tirado, Alfonso Martín Martínez, Francisco Martínez, Antonia Mayordomo Agudo, Isabel Mena Cabezas, Matilde Mena Cabezas, José Ruiz Mayordomo, Manuela Timotea Ruiz Mayordomo, Juan Ruiz Ruiz, Catalina Suero Caballero…, entre otras.

## Pastores
| Imagen | Nombre                                                            | Período             | Cónyuge(s)                                                                 | Hijos                                                                                             | Hemeroteca |
| ------ | ----------------------------------------------------------------- | ------------------- | -------------------------------------------------------------------------- | ------------------------------------------------------------------------------------------------- | --- |
|        | Cándido Rodríguez Gil (Madrid, 1876-Santa Cruz de Tenerife, 1962) | 1908-1916           | Emilia Killius Zimmermann Manuela del Barrio García Teodora González Agudo | Emilia R. Killius Isabel R. Killius Cándido R. del Barrio Pedro R. González Margarita R. González | «Fueron bautizados cinco hijos de dicho expastor, actuando de madrinas distinguidas damas de Trujillo. […] La concurrencia ha sido extraordinaria, reconociéndose por todos la importancia grandísima que esta conversión —reparación espléndida de pasados trabajos en el proselitismo protestante— tiene para el porvenir de Ibahernando, que un día fue invadido por la herejía protestante, de la que hoy no quedan más que débiles restos, muy quebrantados con estos actos». |
|        | Isaac Vega Naón (Madrid, 1876-1930)                               | 1916-1930           | Paula Killius Zimmermann                                                   | Adolfo Vega Killius Federico Vega Killius                                                         | «Por esta Sala se ha dictado sentencia en causa procedente del Juzgado de Trujillo, condenando a Isaac Vega Mahón [sic], por el delito de escarnio al dogma de la religión católica, a la pena de tres años, seis meses y veintiún días de prisión correccional y multa de 250 pesetas». |
|        | Carlos Liñán Andueza (Fitero —Navarra—, 1897-Badajoz, 1956)       | 1931-1936 1945-1952 | Consuelo Olmo Muñoz                                                        | Carlos Liñán Olmo                                                                                 | «Esta noche voy a leer la carta de ese pastor protestante al que antes aludía, y que es don Carlos Liñán Anduesa [sic]». |
|        | Emilio de la Vega Rodríguez (Córdoba, 1909-Badajoz, 1984)         | 1954-1966           | Visitación Asensio                                                         | [?]                                                                                               | |

Durante alguna ausencia de Cándido Rodríguez, a raíz del fallecimiento de Isaac Vega o la jubilación de Emilio de la Vega, se ocupan interinamente de la comunidad los pastores de la Iglesia de Miajadas Agustín Arenales Ortiz, Salvador Íñiguez Martelo y Pedro Arbiol.